# Domaradzkie
Domaradzkie (biał. Дамарацкія, Damarackija; ros. Доморацкие, Domorackije) – wieś na Białorusi, w obwodzie mińskim, w rejonie kleckim, w sielsowiecie Czerwona Gwiazda, nad Łanią.

## Historia
W dwudziestoleciu międzywojennym leżało w Polsce, w województwie nowogródzkim, w powiecie nieświeskim, w gminie Hrycewicze. W 1921 miejscowość liczyła 201 mieszkańców, zamieszkałych w 35 budynkach, w tym 195 Białorusinów i 6 Żydów. 195 mieszkańców było wyznania prawosławnego i 6 mojżeszowego.
Po II wojnie światowej w granicach Związku Sowieckiego. Od 1991 w niepodległej Białorusi.